# 黒河夜高祭
黒河夜高祭り（くろかわよたかまつり）は、富山県射水市（旧 射水郡小杉町）の黒河地区で毎年8月の23日に近い土曜日に行われる田祭り。五穀豊穣、無病息災を祈って行われる。

## 概要
古くより伝わる戦国時代の武将、岩見重太郎のヒヒ退治伝説にちなみ、今から200年前の1815年（文化12年）より始まったとされ、地元では「ヨータカ」と呼ばれ親しまれている。第2次世界大戦により長らく中断されていたが、1975年（昭和50年）に子供夜高行燈として再興された。なお、かつては毎年4月5日に行なわれていたが、中断中の1973年（昭和48年）に8月に変更された。中断以前は黒河地区にある西養寺と竹山地区にある加茂社の間を、夜高行燈を持った子供達が3往復していたとされている。  
1990年（平成2年）3月26日に、小杉町（現 射水市）の無形民俗文化財に指定されている。また2006年（平成18年）には、「とやまの文化財百選（とやまの祭り百選部門）」に選定されている。
7つの町内会の子供達自身が作成した小型の長方形の立方体に、竹の棒を通した夜高行燈を掲げ、「チョーサイタ ニワカ、ゴモンサイタ ニワカ、サンモン酒ニ ヨータ ヨータ」と囃しながら地区内を練り回る。また小型の提灯山車も随行する。なおこの囃し唄「ニワカ」は、神様に喜んでもらいたいとの思いが込められた即興的な狂言や踊りのことである。